# 石内展行
石内 展行（いしうち のぶゆき、1920年12月5日 - 2017年）は、日本の造園家。

## 来歴
兵庫県に生まれる（『都政人名鑑 1962年版』では山口県防府市出身とされる）。東京府立園芸学校（現・東京都立園芸高等学校）、日本大学高等工学校（日本大学理工学部・大学院理工学研究科）を経て、1938年に東京市に入庁した。
東京都自然公園課長、東京都多摩動物公園長、恩賜上野動物園長、東京都造園緑化業協会専務理事等を歴任した。
1991年秋の叙勲で勲四等旭日小綬章を受章。1993年、第15回日本公園緑地協会北村賞を受賞した。